# January 1st (песня)
«January 1st» (англ. 1 января; стилизованное название пишется заглавными буквами) — песня японской рок-группы Coldrain. Это третий сингл и шестая песня с шестого студийного альбома группы The Side Effects, спродюсированного Michael Baskette, написанная Masato Hayakawa и Ryo Yokochi, которая была выпущена 8 августа 2019 года.
«January 1st» — это первая в истории группы «мягкая» песня, выпущенная в качестве сингла.

## Предыстория
Песня «January 1st» была выпущена 8 августа 2019 года в качестве третьего сингла и шестого трека с шестого серийного альбома группы The Side Effects и последовала за вторым синглом «Coexist», который вышел месяцем ранее. Это был последний сингл, выпущенный перед выходом альбома.
7 августа в социальных сетях Coldrain были опубликованы несколько тизеров с фото волкалиста Масато Хаякавы, окружённого тьмой, а также его полупрозрачное изображение на такой же фотографии, которое контрастировало с пламенем и водой. За этим тизером последовал анонс официального видеоклипа, который планировался к выходу днём позднее.

## Композиция
«January 1st» — песня в жанре альтернативный рок. Темп песни составляет 150 BPM, тональность Ля мажор. Продолжительность песни составляет 4 минуты 40 секунд. Песня была написана Масато Хаякавой и Рё Ёкочи, и спродюсирована Майклом Баскеттом.

### Значение и текст
«January 1st» появящена собаке Хаякавы, которая умерла 1 января 2019 года. Это была попытка справиться с потерей, которая стала для него равнозначной потере семьи. Он написал эту песню, чтобы выразить свою неспособность отпустить того, кого он очень любил и с кем у него было связано много воспоминаний. Как результат, припев является прямым отражением чувств Hayakawa в момент потери.
Hayakawa сам выступил инициатором того, чтобы трек «January 1st» стал отдельным синглом и клипом. Это оказалось амбициозной задачей, поскольку это была первая медленная песня группы, когда-либо выпущенная в качестве сингла.

## Список композиций
| №  | Название      | Текст песни    | Music    | Длительность |
| -- | ------------- | -------------- | -------- | ------------ |
| 1. | «January 1st» | Масато Хаякава | Рё Ёкочи | 4:40         |

## Видеоклип
Видеоклип «January 1st» был выпущен отдельно от сингла 8 августа 2019 года и был снят Ко Ямадой (Koh Yamada).
Клип начинается с того, как фронтмен Масато Хаякава идёт от океана по пляжу ночью, чтобы встретиться со своими коллегами по группе и сыграть песню. Во время исполнения песни группа окольцована пламенем от костра. Эта сцена поочерёдно сменяется картинками, где Хаякава поет на эскалаторе, под мостом, посреди моря на том же пляже, а также поднимаясь по пестнице в колодце, что символизирует движение вперёд.
К октябрю 2022 года клип на «January 1st» набрал более 1 миллиона просмотров на YouTube.

## Состав
Авторы переняты с Tidal.
Coldrain
- Масато Хаякава (Masato Hayakawa) — главный вокалист, текст песни
- Рё Ёкочи (Ryo Yokochi) — гитара, программирование, композиция
- Казуя Сугияма (Kazuya Sugiyama) — ритм-гитара
- Рё Симидзу (Ryo Shimizu) — бас-гитара
- Кацума Минатани (Katsuma Minatani) — ударные

Дополнительные участники
- Майкл Баскетт (Michael Baskette) — продюсер, сведение, аранжировка
- Тэд Йенсен (Ted Jensen) — мастеринг
- Джефф Молл (Jeff Moll) — звукорежиссёр
- Джошуа Сальдате (Joshua Saldate) — ассистент режиссёра

## Чарты
| Чарт (2019)            | Лучшая позиция |
| ---------------------- | -------------- |
| Japanese Daily Hot 100 | 57             |
| Japanese Weekly        | 74             |